# 星の牧場
『星の牧場』（ほしのまきば）は、児童文学作家・庄野英二の代表作である長篇ファンタジー小説。
1963年、理論社（長新太挿絵）より刊行され、第11回産経児童出版文化賞、第2回野間児童文芸賞、第4回日本児童文学者協会賞（いずれも1964年）を受賞した。
1970年、理論社より英訳版「The Meadow of Stars」（Yoko Sugiyama, Roy E. Teele, Nick Teel翻訳）も刊行される。
- 1976年、角川文庫（中谷千代子挿絵／串田孫一解説）
- 1979年、偕成社『庄野英二全集1』（戸塚惠三解題／前川康男覚え書）
- 1979年、フォア文庫版（阪田寛夫解説・長新太挿絵) 2002年理論社で復刊。
- 2025年3月、ちくま文庫

## あらすじ
復員兵イシザワ・モミイチはインドネシアで戦ってきたが、愛馬ツキスミを失い、記憶を失っている。彼が山中の牧場に辿りついて、音楽を演奏するジプシーたちと出会い、そこで心の癒しを得るかに見えるが、舞台は幻想的な世界へと展開する。

## 舞台化
- 1968年　内藤武敏主演で舞台化（劇団民藝／小山祐士脚本／若杉光夫演出）
- 1970年　札幌バレエ団がバレエ化
- 1971年　宇野重吉主演で舞台化（劇団民藝／小山祐士脚本／宇野重吉・若杉光夫共同演出）
- 1971年　鳳蘭主演でミュージカル化（宝塚歌劇団星組／高木史朗脚本・演出）
- 1979年　三浦威主演で舞台化（劇団民藝／小山祐士脚本／宇野重吉・若杉光夫共同演出）

## テレビドラマ
1981年、福田勝洋主演、19歳のヴァイオリニスト千住真理子が準主役となり、NHK総合テレビでドラマ化され、「少年ドラマシリーズ」として11月2日・3日に前編・後編が放送された。NHKとしてはテレビ初のステレオ・ドラマである。ドラマ版はDVD化されている。

### キャスト
- モミイチ：福田勝洋
- 川津祐介
- 高田敏江
- 千住真理子
- 千住明
- 杉崎昭彦
- 麿のぼる
- 犬塚弘
- ジプシー：湯沢勉
- パンチョ加賀美
- 大畠條亮
- 岸部一徳
- 坂部文昭

### スタッフ
- 脚本：別役実
- 音楽：林光
- 演出：佐藤和哉

## 映画
1987年、若杉光夫監督により映画化され、6月13日に公開された。製作はフィルム・クレッセント、配給は東映クラシックフィルム。映画版はビデオ化されている。

### キャスト
- モミイチ：寺尾聰
- ジプシーの娘ユキ：檀ふみ
- オカイコのバイオリン：みずき愛
- 蜂飼のクラリネット：上條恒彦
- ジャム作りのフリュート：石田純一
- 角作工のファゴット：常田富士男
- 大工のオーボエ：岡本信人
- オカイコの兄・ビオラ：大橋吾郎
- ティンパニーの女房：楠トシエ
- 村の医者：大坂志郎
- オカイコとビオラの父・コントラバス：フランキー堺
- 牧場主の妻：南田洋子
- 牧場主：坂上二郎
- 直江喜一

### スタッフ
- 監督・脚本：若杉光夫
- 製作：相澤徹、水野清、若杉光夫
- 音楽：天野正道
- 撮影：岡崎宏三